# کونوپنگتسا (استان لوبلین)
کونوپنگتسا (به لهستانی:  Konopnica) یک روستا در لهستان است که در گمینا کونوپنگتسا (استان لوبلین) واقع شده‌است. کونوپنگتسا  ۷۴۰ نفر جمعیت دارد.